# آلن فینکلکروت
آلن فینکلکروت (فرانسوی: Alain Finkielkraut‎؛ زادهٔ ۳۰ ژوئن ۱۹۴۹) فیلسوف، روشنفکر و نویسنده اهل فرانسه است.
او کتاب‌ها و مقالات خود را در مورد طیف وسیعی از موضوعات، از جمله هویت یهودی و یهودستیزی، استعمار فرانسه، مأموریت سیستم آموزشی فرانسه در جذب مهاجران ناشی از جنگ‌های یوگسلاو نوشت.
آلن فینکلکروت در ۱۰ آوریل ۲۰۱۴ به عضویت فرهنگستان فرانسه انتخاب شد.
وی همچنین برندهٔ جوایزی همچون لژیون دونور (افسر) شده‌است.